# 石川県消防防災航空隊
石川県消防防災航空隊（いしかわけんしょうぼうぼうさいこうくうたい）は石川県庁の組織。石川県の防災組織であり、消防防災ヘリコプター1機を保有・運用し、防災・救助活動等を任務としている。
1997年4月1日に設立された。小松飛行場を基地とし、ベル 412を運用している。機体カラーは赤を基調とし、青のストライプが入ったもので、機体愛称は「はくさん」。運航は中日本航空に委託している。隊員は県内消防本部の救助隊員から選抜している。

## 沿革
- 1996年：県消防学校内に準備室設置。
- 1997年4月1日：石川県消防防災航空隊設立、同月内に運航開始。
- 2004年7月：平成16年7月新潟・福島豪雨に緊急消防援助隊として応援派遣。
- 2004年7月：平成16年7月福井豪雨に緊急消防援助隊として応援派遣。
- 2004年10月：新潟県中越地震に緊急消防援助隊として応援派遣。
- 2007年3月：能登半島地震に際し緊急消防援助隊として出動。
- 2008年6月：岩手・宮城内陸地震に緊急消防援助隊として応援派遣。
- 2011年3月：東日本大震災に緊急消防援助隊として出場。